# Anthurium delannayi
Anthurium delannayi är en kallaväxtart som beskrevs av Thomas Bernard Croat. Anthurium delannayi ingår i släktet Anthurium och familjen kallaväxter. Inga underarter finns listade.